# オタゴ (NPC)
オタゴ（Otago）は、ニュージーランドのダニーデンを拠点とするラグビーユニオンおよびその代表チームであり、ナショナル・プロヴィンシャル・チャンピオンシップ（NPC、ニュージーランド州代表選手権）に出場している。

## 概要
南島オタゴ地方のダニーデンにあるフォーサイス・バー・スタジアムが、ホームグランド。
サウスランド、ノース・オタゴと共に、スーパーラグビーのハイランダーズのフランチャイズに所属している。
チームカラーは、濃紺とゴールド。

## 歴史
1881年に、南島の 南東部オマルーから南西部インバーカーギルまでにわたる11のクラブ連合として、オタゴ・ラグビーフットボールユニオンが設立された。
1887年に、南西部インバーカーギルを拠点とするサウスランドが離脱し、サウスランド・ラグビーユニオン（現ラグビー・サウスランド）となった。1904年に、南東部オマルーを拠点とするノース・オタゴが離脱し、ノース・オタゴ・ラグビーユニオンとなる。
以後、オタゴとサウスランドは、ニュージーランドラグビーでにおいて強力な州間ライバル関係の1つとなった。隣接する この2つのラグビーユニオンは、ニュージーランドでもっとも頻繁に対戦している。1935年9月21日から1950年8月までのランファーリー・シールドは、オタゴとサウスランドの2チームで独占していた。

## 戦績
主な戦績は以下のとおり。
- ランファーリー・シールド：1935年9月21日から9勝[5]
- ランファーリー・シールド：1938年7月30日から6勝[5]
- ランファーリー・シールド：1947年8月2日から19勝[6][7]
- ナショナル・プロヴィンシャル・チャンピオンシップ（NPC）1部：1991年優勝[8]
- ナショナル・プロヴィンシャル・チャンピオンシップ（NPC）1部：1998年優勝[9]